# Jan van Dornicke

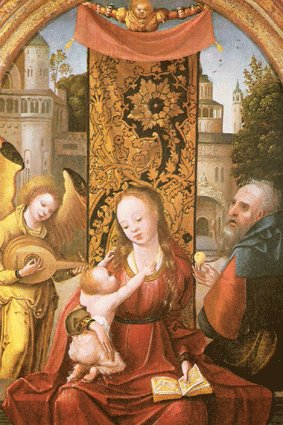
Madonna en Kind, met St. Josef en engel, olieverf op paneel, 37,5 × 26,7 cm

Jan van Dornicke was een schilder uit de Bourgondische Nederlanden die werd geboren als Janne Mertens. Zijn afkomst is niet met zekerheid gekend, maar gezien zijn bijnaam wordt soms verondersteld dat hij uit Doornik zou komen. Anderen laten hem in Antwerpen het levenslicht zien omstreeks 1470 Zijn voornaam wordt soms gespeld als "Janssone/Janszoon" en zijn achternaam als "Van Doornik" of "Van Dornick". Hij is ook bekend als "Jan Mertens Janssone", "Jan Mertens van Dornicke" en "Jan Mertens de Jongere".
Hij kreeg zijn opleiding vanaf 1505 bij Jan Gossaert en werd ingeschreven als vrijmeester bij het Antwerpse Sint-Lucasgilde tussen oktober 1509 en september 1510. Hij was actief in Antwerpen tussen ongeveer 1509 tot aan zijn dood in 1527. Zijn schilderijen worden gerekend tot het Antwerps maniërisme. Van Dornicke leidde een belangrijk atelier met een winkel waar de werken verkocht werden. Zijn dochter, Anna Mertens van Dornicke, huwde in 1526 met Pieter Coecke van Aelst, die bij het overlijden van zijn schoonvader diens atelier zou hebben verder gezet. Hij werd in 1966 door Marlier vereenzelvigd met de Meester van 1518, voornamelijk op basis van iconografische kenmerken, maar die toewijzing staat nog ter discussie. Het vroege werk van Pieter Coecke van Aelst sluit dan ook goed aan bij dat van zijn schoonvader.

## Werken
De grote verzameling van werken die aan Van Dornicke worden toegeschreven is vrij variabel van kwaliteit. Een aantal van die werken, bedoeld voor de export als zelfstandige werken of als retabels werden naar modellen geschilderd door medewerkers van het atelier. Alleen al van de Aanbidding der Wijzen zijn minstens 65 triptieken gekend die door Marlier uitvoerig werden beschreven en als atelierproductie worden aanzien.
Een aantal van de kernwerken vindt men hierbij. Voor de andere werken kan men zoeken op de websites van het KIK-IRPA en het RKD-Nederlands Instituut voor Kunstgeschiedenis (zie 'Weblinks').
- Maria retabel van Lübeck, Marienkirche, Lübeck
- Triptiek van Maria Magdalena, Koninklijke Musea voor Schone Kunsten van België, Brussel
- Retabel van de Passie van Christus , ca. 1516, Västeras, kathedraal
- Visitatie, ca. 1515, National Gallery, Londen.[10]
- Vlucht naar Egypte, ca. 1515, National Gallery, Londen.[11]
- Jezus onderwijst in de tempel, Museum Mayer van den Bergh, Antwerpen
- Christus neemt afscheid van zijn moeder, Staatliche Museen, Berlijn
- Heilige Maagschap, Alte Pinakothek der Bayerischen Staatsgemäldesammlungen, München

## Weblinks
- (nl)  afbeeldingen van toegeschreven werken KIK-IRPA
- (nl)  Biografische gegevens op RKD-Nederlands Instituut voor Kunstgeschiedenis.[12]

- Union List of Artist Names: 500010577
- Virtual International Authority File: 95745407